# Бягащи кучета
„Бягащи кучета“ е български игрален филм (драма) от 1989 година, по сценарий и режисура на Людмил Тодоров. Оператор е Стефан Иванов. Музиката във филма е композирана от Антони Дончев.

## Актьорски състав
- Ивайло Христов – Ламбо
- Асен Кисимов – Бащата на Ламбо
- Невена Симеонова – Майката на Ламбо
- Светлана Янчева – Жана
- Андрей Андреев – Дългият
- Веселин Прахов – Митко, братчето на Ламбо
- Иван Черкелов – Керкенеза
- Йосиф Сърчаджиев – Учителят
- Иглика Трифонова – Приятелката на Керкенеза
- Христо Гърбов – Играч на пинг-понг 1
- Радослав Блажев – Играч на пинг-понг 2